# 傳播理論
傳播理論是對傳播現象、它們之間的關係、描述這些關係的故事情節以及對這三個要素的論證的一種擬議描述。傳播理論提供了一種談論和分析共同構成傳播的關鍵事件、過程和承諾的方式。理論可以被看作是一種繪製世界地圖並使其可以導航的方式；傳播理論為我們提供了回答經驗性的、概念性的或實際的傳播問題的工具。
溝通的定義有常識性的和專業性的。傳播理論強調其象徵性和社會過程方面，從兩個角度來看——作為資訊的交流（傳輸的角度），以及作為連接並因此使這種交流得以實現的工作（儀式的角度）。
1950年代和1960年代的社會語言學研究表明，人們改變其語言形式的程度取決於他們所處的社會環境。這已被解釋為社會規範決定了語言的使用。我們使用語言的方式因人而異。
傳播理論產生於多個歷史起源點，包括演說和修辭的古典傳統、啟蒙時代的社會和心靈概念，以及二戰後為理解宣傳和媒體與社會之間的關係所做的努力。著名的歷史和現代基礎性傳播理論家包括库尔特·勒温、哈羅德·拉斯威爾、保罗·拉扎斯菲尔德、卡尔·霍夫兰德、詹姆斯·嘉莉、埃利胡·卡茨、肯尼士·伯克、約翰·杜威、尤尔根·哈贝马斯、馬素·麥克魯漢、狄奧多·阿多諾、安东尼奥·葛兰西、罗伯特·E·帕克、喬治·賀伯特·米德、約瑟夫·沃瑟、克劳德·香农和斯圖亞特·霍爾，儘管這些理論家中有些可能沒有明確將自己與傳播作為一門學科或研究領域。

### 传播理论源流[8][9]
早在传播学科建立之前，就已有大批学者针对传播相关的诸多问题展开研究，这些成果横跨社会学、政治学、心理学等多个学科，为传播学提供了深厚的理论滋养。

#### 欧洲源流
19世纪的三位思想巨人，查理·达尔文、西格蒙德·弗洛伊德、卡尔·马克思，构成了传播理论的欧洲源流。
- 达尔文

1. 深刻影响了马克思和他的辩证唯物主义；
2. 进化论思想直接影响了群体生态学的相关学者；
3. 著作《人类与动物的表情》推动了非语言传播研究的发展；
4. 卡尔·皮尔逊和弗朗西斯·高尔顿为检验进化论而提出的卡方检验和相关法成为传播学研究中重要的统计工具。

- 弗洛伊德

1. 精神分析理论对个体内在动力的研究影响了弗里茨·海德的平衡理论、费斯廷格的认知失调理论以及佩蒂和卡西奥普的详尽可能性模型；
2. 精神分析理论对个体交往与关系的研究影响了帕洛阿尔托学派对交往传播和元传播的研究；
3. 精神分析理论对人格的研究影响了霍夫兰的人格研究
4. 阿多诺等人通过将精神分析理论和马克思理论结合起来，创立了法兰克福学派。

- 马克思

1. 马克思的精神交往理论影响了田中义久的大众传播过程图示[10]；
2. 马克思理论是批判理论最主要的思想来源。

#### 美国源流
- 芝加哥学派

1. 符号互动论影响了詹姆斯·凯瑞把传播视为一种社会仪式的思想；
2. 约翰·杜威和沃尔特·李普曼关于媒体与民主关系的争论至今仍有借鉴意义；
3. 罗伯特·E·帕克被称为“大众传播的第一个理论家”，其著作《移民报刊及其控制》提出了媒体内容如何影响舆论、大众媒体如何受到舆论的影响、大众媒体如何能够导致社会变化、人际网络如何与大众媒体相连结等问题，并开启了用知识社会学解释传播和新闻现象的传统[11]；
4. 欧文·戈夫曼的拟剧论对人际传播研究有深远影响，启发了梅罗维茨的媒介情境论
5. 赫伯特·布鲁默主持的佩恩媒体基金会研究开启了传播效果研究的先河；
6. 芝加哥学派催生了解释学派的研究范式。

- 四大奠基人

1. 哈罗德·拉斯韦尔，以其战时宣传研究而闻名，著有《世界大战中的宣传技巧》；
2. 保罗·拉扎斯菲尔德，通过伊利县调查形成《人民的选择》，开创了大众传播的有限效果论，被誉为传播学的“工具制造者”，他和霍克海默的论战开启了行政学派和批判学派的分野；
3. 卡尔·霍夫兰，他开展了大量说服研究，通过实验探究传播策略与态度改变的关系，并形成著作《传播与说服》，开创了传播学的耶鲁学派；
4. 库尔特·勒温，提出了群体动力论和把关理论。

- 信息论与控制论

1. 香农-韦弗模型：克劳德·香农和沃伦·韦弗将离散信息的传播过程归纳为“信息源连着信息发出者，发出者制造信号，通过渠道抵达接收者和目的地，其间噪音可能改变讯息，造成损失”的模型。
2. 控制论模型：维纳针对连续信息的传播，提出了信息反馈的概念，即“系统输出物反映了系统的秩序状态和功能执行的结果，把输出物的全部或一部分作为反馈信息回送到系统中，并对系统的运行进行再调整，就可以起到修正偏差的作用。”[10]